# Calamars
El calamar o calamars és un mol·lusc marí que pertany a la classe Cephalopoda, subclasse Coleoidea, ordre Teuthida, amb dos subordres principals: Myopsina i Oegopsina (l'última inclou Architeuthis dux, el calamar gegant).

## Anatomia
Els calamars tenen dues brànquies, i un sistema circulatori tancat associat, format per un cor sistèmic i dos cors branquials.
Els seus tentacles musculosos estan dotats de ventoses, i si són arrencats no poden tornar a créixer. Els calamars poden camuflar-se en el seu medi amb gran facilitat per a evitar els depredadors.
També tenen unes cèl·lules anomenades cromatòfors a la pell, i se li atorga la qualitat de canviar de color en cas de sentir-se amenaçat, estratègia que combinen amb l'expulsió de la tinta que produeixen. El seu esquelet intern, a diferència d'altres animals similars, com el pop, que no en té; i està formada per una peça prima i plana unida al cos, coneguda com a ploma o canya (calamus en llatí). Disposen d'un òrgan anomenat hipònom, que els permet moure's en expulsar aigua a pressió.
La boca del calamar està equipada amb un bec esmolat, que utilitza per matar les preses i especejar-les en trossos manejables. Als estómacs de moltes balenes capturades s'hi han trobat becs de calamar, ja que és l'única part d'aquest animal que no es pot digerir. A la boca del calamar hi ha la ràdula, la llengua primitiva comuna en tots els mol·luscs amb l'excepció dels bivalvis i dels aplacòfors.
El calamar és exclusivament carnívor, s'alimenta de peixos i altres invertebrats, que captura amb dos tentacles diferenciats de major longitud. Són voraços, de moviments molt ràpids i amb un creixement molt accelerat, poden arribar a ser molt abundants en alguns mars. La majoria viuen un any i moren després de fresar, encara que algunes espècies gegants poden viure dos o més anys.
La majoria dels calamars no mesuren més de 60 centímetres. Els calamars gegants, però, poden arribar fins als 13 metres.

## Classificació
- CLASSE Cefalòpodes
  - Subclasse Nautiloidea
  - Subclasse Coleoidea
    - Superordre Decapodiformes
      - Ordre Spirulida
      - Ordre Sepiida
      - Ordre Sepiolida
      - Ordre Teuthida: calamar
        - Subordre Myopsina
          - Família Loliginidae

        - Subordre Oegopsina
          - Família Ancistrocheiridae
          - Família Architeuthidae: calamar gegant
          - Família Bathyteuthidae
          - Família Batoteuthidae
          - Família Brachioteuthidae
          - Família Chiroteuthidae
          - Família Chtenopterygidae
          - Família Cranchiidae
          - Família Cycloteuthidae
          - Família Enoploteuthidae
          - Família Gonatidae
          - Família Histioteuthidae
          - Família Joubiniteuthidae
          - Família Lepidoteuthidae
          - Família Lycoteuthidae
          - Família Magnapinnidae
          - Família Mastigoteuthidae
          - Família Neoteuthidae
          - Família Octopoteuthidae
          - Família Ommastrephidae
          - Família Onychoteuthidae
          - Família Pholidoteuthidae
          - Família Promachoteuthidae
          - Família Psychroteuthidae
          - Família Pyroteuthidae
          - Família Thysanoteuthidae
          - Família incertae sedis (grup incert)
          - Família Walvisteuthidae

    - Superordre Octopodiformes